# Sitio de Senonae
En el año 356, después de dejar  Colonia, el emperador romano Juliano el Apóstata invernó en Senonae, posiblemente la moderna  Sens en la Galia. Tras las deserciones de sus tropas federadas alemanas, las bandas de guerra germánicas hostiles se enteraron de que su fuerza era insuficiente y se movilizaron para atacar la ciudad. Sin embargo, al carecer de asedios avanzados, no pudieron entrar en ella y solo pudieron evitar que Juliano se aventurara fuera de las murallas. Después de un mes, se retiraron.[1]

Finalmente, después de un mes, los salvajes se retiraron cabizbajos murmurando que habían sido tontos y estúpidos al contemplar el bloqueo de la ciudad. Pero, cosa que hay que considerar como una situación vergonzosa, mientras César estaba en peligro, Marcelo, el dueño del caballo, aunque estaba apostado en puestos vecinos, pospuso el envío de refuerzos; mientras que aunque la ciudad sola estaba en peligro, por no hablar de la presencia del príncipe en ella, debería haberse salvado de las penurias del bloqueo mediante la intervención de una gran fuerza.[2]

- Datos: Q815202